# Трухачёв, Владимир Иванович
Влади́мир Ива́нович Трухачёв (род. 16 июля 1955) — российский учёный и политический деятель, доктор сельскохозяйственных и экономических наук, профессор, заслуженный деятель науки Российской Федерации (2008), академик РАН по Отделению сельскохозяйственных наук (2016). Депутат Думы Ставропольского края IV,V,VI и VII созывов с 14 апреля 2007 года. Член Всероссийской политической партии «Единая Россия».
Герой труда Ставропольского края (2007). Почётный гражданин Ставропольского края (2014). Награждён золотой медалью Министерства сельского хозяйства Российской Федерации «За вклад в развитие агропромышленного комплекса России» (2005).
Почетный работник агропромышленного комплекса России (2009). Почётная грамота Президента Российской Федерации «За достигнутые трудовые успехи, многолетнюю добросовестную работу и активную общественную деятельность» (2015). Лауреат Премии Правительства Российской Федерации в области науки и техники (2020).
С 2019 года — ректор Российского государственного аграрного университета — МСХА имени Тимирязева. Ранее возглавлял Ставропольский государственный аграрный университет.

## Биография
Родился в 1955 году в городе Сталинск.
После окончания Ставропольского Ордена Трудового Красного Знамени сельскохозяйственный института по специальности «Ветеринария» в течение года работал старшим ветеринарным врачом Государственного племенного завода «Кубань» Кочубеевского района Ставропольского края. Затем поступил на службу Советской Армии.
1979—1980 годы — инструктор Отдела комсомольских организаций Ставропольского крайкома ВЛКСМ.
1980—1983 годы — первый секретарь Грачевского районного комитета ВЛКСМ Ставропольского края.
1983—1985 годы — секретарь парткома колхоза имени Калинина Грачевского района Ставропольского края.
1985—1986 годы — заведующий организационным Отделом Грачевского районного комитета КПСС Ставропольского края.
1986—1989 годы — председатель колхоза им. Чкалова Грачевского района Ставропольского края.
1991 год — защитил диссертацию на соискание учёной степени кандидата сельскохозяйственных наук.
1989—1992 годы — начальник Управления сельского хозяйства администрации Грачевского района Ставропольского края, первый заместитель главы администрации Грачевского района.
1992—1996 годы — генеральный директор АО «Маслосыродельный завод „Кугультинский“» Грачевского района Ставропольского края.
1996—1999 годы — глава Грачевской районной государственной администрации Ставропольского края.
1998 год — защитил диссертацию на соискание учёной степени доктора сельскохозяйственных наук.
1999—2019 годы — ректор ФГБОУ ВО «Ставропольский государственный аграрный университет»
2000 год — академик Международной академии аграрного образования.
2002 год — присвоено ученое звание профессора по кафедре кормления сельскохозяйственных животных.
2002 год — академик Международной академии авторов научных открытий и изобретений.
2003 год — академик Российской академии естественных наук.
2004 год — академик Международной академии наук высшей школы.
2006 год — академик Международной академии проблем безопасности и правопорядка.
2007 год — присуждение ученой степени доктора экономических наук
2007—2014 годы — член-корреспондент Российской академии сельскохозяйственных наук.
2007—2011 годы — депутат Думы Ставропольского края четвёртого созыва.
2008—2017 годы — Председатель Совета ректоров вузов Ставропольского края.
2011 год — присвоено ученое звание профессора по кафедре экономики предприятия и бизнес-технологий в агропромышленном комплексе.
2011—2016 годы — депутат Думы Ставропольского края пятого созыва.
2013 год — член Словацкой академии сельскохозяйственных наук.
2014—2016 годы — член-корреспондент РАН.
2015—2018 годы — Председатель Совета ректоров аграрных вузов РФ.
C 2016 года по настоящее время — депутат Думы Ставропольского края шестого созыва.
2016 год — академик Российской академии наук.
2017—2018 годы — член Совета при Президенте Российской Федерации по науке и образованию.
C 2018 года по настоящее время — Председатель Ассоциации аграрных вузов России «Агрообразование».
С 2019 года по настоящее время — ректор РГАУ-МСХА имени К. А. Тимирязева. В 2021 году ученый совет академии с ним во главе принял решение отдать часть территории под застройку частному подрядчику ЛСР. Граждане Москвы, включая студентов и преподавателей, собрали несколько тысяч подписей в 2021 году против застройки.
Женат. Имеет двух сыновей.

## Санкции
6 марта 2022 года после вторжения России на Украину подписал письмо в поддержу российской агрессии. С 9 июня 2022 года находится под персональными санкциями Украины за поддержку войны. Также был внесён ФБК в список коррупционеров и разжигателей войны за поддержку нападения на Украину, 16 марта 2022 года форумом свободной России внесён в «Список Путина» и доклад «поджигателей войны» с предложением введения против него международных санкций.

## Награды и звания
- 1999 год — Медаль ордена «За заслуги перед Отечеством» II степени.
- 2005 год — Орден Дружбы.
- 2005 год — Золотая медаль Министерства сельского хозяйства Российской Федерации «За вклад в развитие агропромышленного комплекса России»
- 2005 год — Почётный работник высшего профессионального образования Российской Федерации.
- 2005 год — Почётный знак Министерства внутренних дел «За содействие».
- 2005 год — Медаль и Почётная грамота Государственной Думы Федерального собрания РФ.
- 2007 год — Герой труда Ставрополья.
- 2008 год — Заслуженный деятель науки Российской Федерации.
- 2010 год — Почетный работник агропромышленного комплекса России.
- 2010 год — Почетный работник науки и техники Российской Федерации[источник не указан 1030 дней].
- 2012 год — медаль за «Доблестный труд» I степени[источник не указан 1030 дней].
- 2014 год — Почетный работник агропромышленного комплекса Ставропольского края[источник не указан 1030 дней].
- 2014 год — Почётный гражданин Ставропольского края.
- 2015 год — Почётная грамота Президента Российской Федерации «За достигнутые трудовые успехи, многолетнюю добросовестную работу и активную общественную деятельность».
- 2020 год — лауреат Премии Правительства Российской Федерации в области науки и техники.
- 2024 год — Орден Александра Невского[7].

## Научная деятельность
Научные исследования: биологические и физиологические особенности тонкорунных овец и свиней в связи с кормовыми рационами; влияние инерции трендов циклической динамики на траекторию посткризисного развития аграрной сферы экономики России.
Список научных трудов включает более 870 научных и учебно-методических работ, в том числе — 667 научных работ, 41 монографию. Имеет 62 патента на изобретения, 13 авторских свидетельств Государственной комиссии РФ по испытанию и охране селекционных достижений и 23 свидетельства об официальной регистрации программ ЭВМ.
Под его научным руководством подготовлено 35 кандидатов наук и 8 докторов наук.
Является председателем объединённого диссертационного совета Д 999.041.02 на соискание ученых степеней кандидата и доктора сельскохозяйственных наук.

## Научные интересы
Приоритетными направлениями научных исследований Трухачева В. И. являются:
- разработка и совершенствование научно-обоснованного нормированного питания сельскохозяйственных животных, включая применение биологически активных веществ нового поколения, зоопротеины, неантибиотики;
- совершенствование отечественных племенных ресурсов сельскохозяйственных животных, в том числе с использованием геномных технологий;
- разработка цифровых подходов в оценке продуктивных качеств сельскохозяйственных животных;
- разработка теоретико-методологических положений формирования и реализации стратегии модернизации сельского хозяйства в условиях цифровой экономики;
- разработка методологии ускоренной трансформации новых знаний в аграрное образование.